# Józef Konstanty Sosnowski
Józef Konstanty Sosnowski, ps. Marian, Mariański (ur. 10 maja 1863 w Radoni, zm. 27 października 1933 w Łodzi) – aktor, śpiewak, reżyser.

## Wczesne lata
Był synem dzierżawcy wsi Leopolda Sosnowskiego i Pelagii z Byczkowskich. Ukończył gimnazjum realne w Warszawie.

## Kariera aktorska

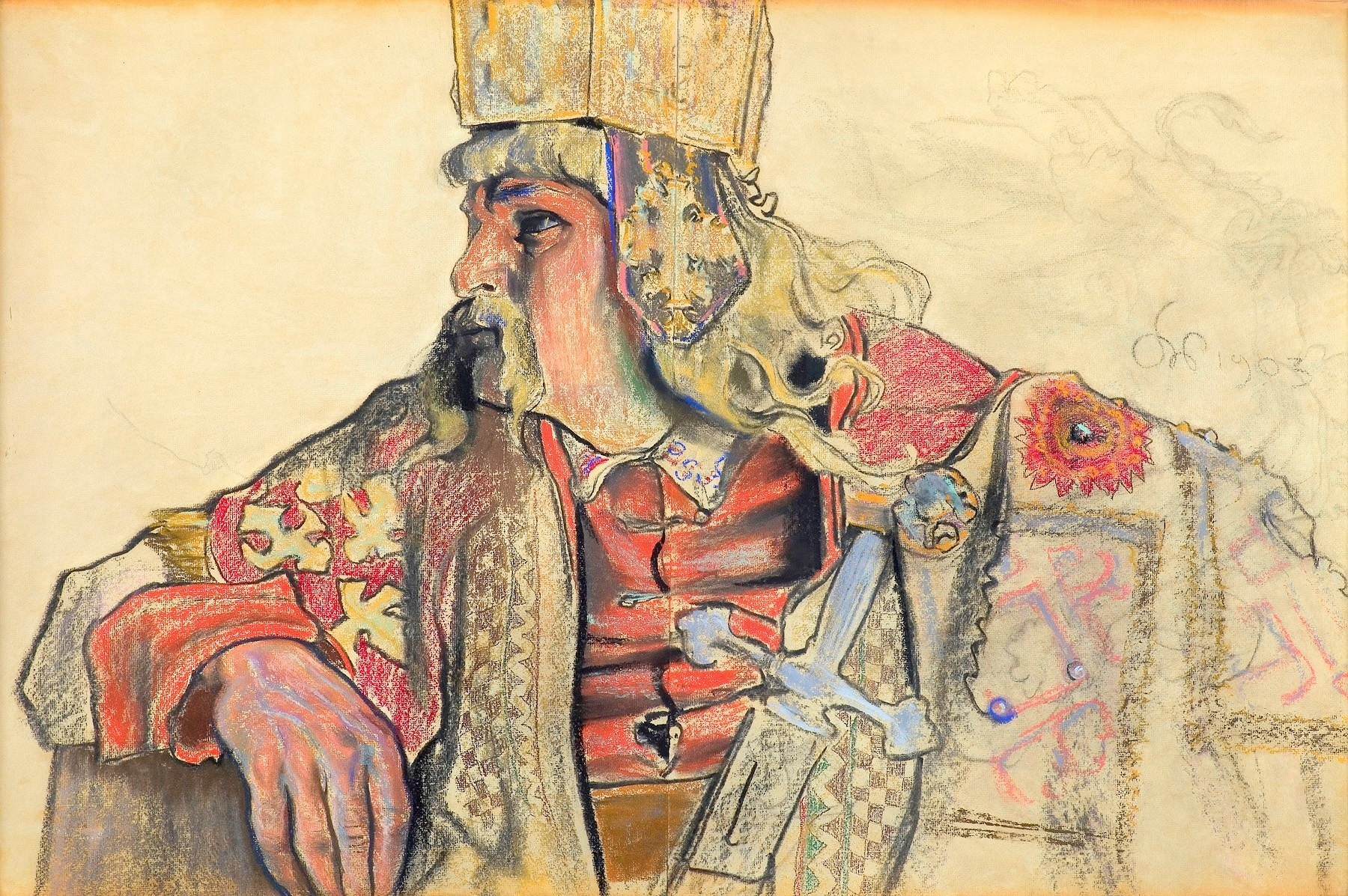
Józef Sosnowski w roli Bolesława Śmiałego – rysunek Stanisława Wyspiańskiego (1903)

Debiutował w warszawskim teatrze ogródkowym „Eldorado” (1880). Występował w zespołach teatrów prowincjonalnych: Aleksandra Myszkowskiego i Artura Józefa Nowakowskiego (sez. 1882/1883), Stanisława Trapszy i Jana Szymborskiego (1884), Juliana Grabińskiego (1885, 1887–1888), Kazimierza Sarnowskiego i Henryka Swaryczewskiego (ok. 1888), Feliksa Ratajewicza (1897), Eugeniusza Majdrowicza (1897). Współpracę ze stałymi teatrami rozpoczął w Poznaniu (ok. 1880), gdzie pracował również w latach 1889–1895. Współpracował z teatrami: łódzkim (sezony 1891/1892 oraz 1895/1896, 1897/1898) i lwowskim (sezony 1899/1900, 1906/07, 1923–1926), z Teatrem Miejskim w Krakowie (1900–1912 oraz 1917–1923, 1926–1930), Teatrem Polskim w Warszawie (1913–1917). Po 1930 nie był na stałe zaangażowany przez żaden teatr, dając gościnne występy, z których ostatni odbył się w dniu jego śmierci w Teatrze Miejskim w Łodzi.
W pierwszych latach kariery chciał zostać śpiewakiem operetkowym (m.in. śpiewał w Zemście nietoperza), później jednak rozwijał się jako aktor w rolach amantów i rolach bohaterskich w repertuarze klasycznym. Był uważany za jednego z najwybitniejszych tragików swojego pokolenia. Jako aktor był ceniony przez Stanisława Wyspiańskiego, który z myślą o nim pisał rolę Bolesława (Bolesław Śmiały). Wystąpił w rolach m.in.: Masynissy (Irydion), Pankracego (Nie-boska komedia), Księdza Marka (Ksiądz Marek), Wielkiego Księcia Konstantego (Kordian), Derwida (Lilla Weneda), Chłopickiego (Warszawianka), Dziennikarza (Wesele), Odysa (Powrót Odysa Stanisława Wyspiańskiego), Makbeta (Makbet), Shylocka (Kupiec wenecki), Kasjusza (Juliusz Cezar), Brzechwy (Wąsy i peruka) i Stanisława Żarowskiego (Popychadło). Ostatnią jego rolą był Samuel (Sędziowie).

## Kariera reżyserska
Zaczął reżyserować sztuki teatralne podczas pobytu w Łodzi przed 1899 r. Reżyserował również w okresie współpracy z Teatrem Miejskim w Krakowie. Chętnie reżyserował sztuki Stanisława Wyspiańskiego: Bolesława Śmiałego, Sędziów, Powrót Odysa, Wyzwolenie, Klątwę i Akropolis, a także Burzę, Dziady i Peer Gynta.

## Życie prywatne
Był dwukrotnie żonaty z aktorkami teatralnymi: Florentyną Golańską oraz Władysławą Ordon. W 1900 stracił lewe oko podczas pojedynku na szable.

## Ordery i odznaczenia
- Złoty Krzyż Zasługi (23 czerwca 1927)[6]